# Bernard Vajdič
Bernard Vajdič, slovenski smučar, * 18. september 1980, 
Bernard je član Smučarskega kluba Celje. Tekmoval je na smučeh Elan.
Bernard se je po letih v otroškem smučanju vztrajno prebijal med najboljše na mladinskih tekmovanjih. Kar hitro se je prebil med najboljše in nastopil na kar 154 evropskih pokalih. 6-krat pa se je uvrstil tudi na zmagovalne stopničke. Leta 1998, 1999 in 2000 je štartal na Svetovnem mladinskem prvenstvu. Najbolj nadobudne rezultate je dosegel tretje leto v Quebec-u v Kanadi in sicer srebro v veleslalomu in kombinaciji. Z nastopi med svetovni elito je začel leta 1999 v francoskem Tignesu in nato bil na startu tekem tega ranga še kar 119-krat. Med najboljšo petnajsterico v svetovnem pokalu je bil kar 16-krat. Najboljša rezultata med elito je dosegel na koncu leta 2007 v Alti Badii in na začetku leta 2009 v Kitzbuehlu, kjer je na slalomih zasedel peti mesti. Bernard oziroma za prijatelje Beri je nastopil na treh svetovnih prvenstvih. Na svojem prvem, leta 2005 v Bormiu je v kombinaciji dosegel 18. mesto, leta 2009 v Val d'Iseru pa je z 18. mestom v veleslalomu izenačil svoj najboljši rezultat na svetovnih prvenstvih. Na olimpijskih igrah se je v slovenskih barvah iz štartne hiške pognal trikrat. Na njegovih prvih OI leta 2006 v Torinu, je nastopil v veleslalomu in slalomu. V slalomu je dosegel 19. mesto. Na njegovih drugih OI leta 2010 v Vancouvru pa je nastopil samo v slalomu, kjer pa je v prvi vožnji odstopil. Marca leta 2013 se je iz štartne hiške zadnjič pognal na domačem smučišču Golte. V krogu prijateljev, navijačev in družine je sklenil zaključiti svojo tekmovalno kariero. Smuči nikoli ni povsem postavil v kot. Pot ga je kmalu spet pripeljala nazaj v smučarske vode in sicer kot trenerja. Vseskozi je svoje znanje prenašal na mlade nadobudne smučarje. V sezoni 2020-2021 pa je postal trener FIS ekipi v smučarskem klubu Celje. Svoji ekipi predaja veliko znanja dobljenega skozi dolgo kariero. 